# 宝積寺 (福島市)
宝積寺（ほうしゃくじ）は、福島県福島市舟場町にある曹洞宗の寺院。山号は琥珀山。

## 概要
伊達氏15代伊達晴宗の宗の菩提寺である。伊達晴宗が部下の霊を弔い杉目城内に建立した寺院。

## 所在地
所在地
- 福島県福島市舟場町3番16号

交通
- 鉄道
  - 福島駅（JR東日本・阿武隈急行・福島交通) 徒歩20分